# جاده ئی۳۱۲ اروپا
جاده ئی۳۱۲ اروپا (به انگلیسی: European route E312) یکی از جاده‌های درجه ۲ قاره اروپا است.
این جاده که در کشور هلند قرار دارد از شهر ولیسینن شروع شده و در شهر آیندهوون به پایان می‌رسد.